# Konsortium
Konsortium (fra latin: consortium: "selskab", "fællesskab") er en sammenslutning eller samarbejdsaftale mellem personer eller virksomheder, sædvanligvis for at opnå forretningsmæssige mål i forening. Samarbejdet kan være mere eller mindre formelt, lige fra mundtlige aftaler til dannelse af fælles selskaber.
Et eksempel på et konsortium er den sammenslutning af selskaber, som stod for udviklingen af RISC-processoren PowerPC samt Unicode.
Et andet velkendt eksempel er W3C (World Wide Web Consortium).